# Buntzen Lake
Buntzen Lake är en sjö i Kanada.   Den ligger i provinsen British Columbia, i den södra delen av landet, 3 500 km väster om huvudstaden Ottawa. Buntzen Lake ligger 132 meter över havet.
I omgivningarna runt Buntzen Lake växer i huvudsak barrskog. Runt Buntzen Lake är det tätbefolkat, med 947 invånare per kvadratkilometer.